# Revolutionärer Kommandorat
Der Kommandorat der (irakischen) Revolution (arabisch مجلس قيادة الثورة, DMG maǧlis qiyādat aṯ-ṯaura) war das oberste exekutive und legislative Staatsorgan in der Republik Irak unter der Herrschaft der arabisch-sozialistischen Baath-Partei.

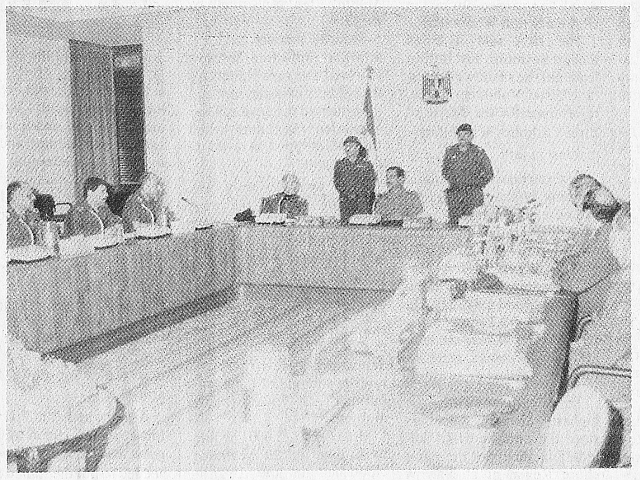
Gemeinsame Sitzung des Revolutionären Kommandorats und des Baath-Regionalkommandos unter dem Vorsitz Saddam Husseins (Mitte) am 16. Juni 1988

## Machtfülle
Der Kommandorat entsprach einer Militärjunta bzw. kollektiven Diktatur und war in seiner Machtfülle etwa vergleichbar mit dem Politbüro kommunistischer Ostblockstaaten, dem Nationalen Sicherheitsrat der Sowjetunion, dem Nationalen Verteidigungsrat der DDR oder wie all diese zusammen. Regierung (Kabinett) und Parlament (Nationalversammlung) waren ihm per Verfassung untergeordnet, der Kommandorat war allein der Baath-Partei verantwortlich. Per Verfassung oblag ihm (nicht der Nationalversammlung) bis 2003 die Berufung der irakischen Regierung sowie für siebenjährige Amtszeiten die Wahl des Staatspräsidenten durch Zweidrittelmehrheit der Mitglieder des Kommandorates (bis 1995, anschließend wählte der Kommandorat mit Zweidrittelmehrheit aus seiner Mitte einen Präsidentschaftskandidaten, der anschließend durch manipulierte Volksabstimmung als Präsident bestätigt wurde). Darüber hinaus gab der Kommandorat die Richtlinien der Innen-, Außen- und Sicherheitspolitik Iraks vor, besonders der Wirtschaftspolitik.

## Geschichte
Der Kommandorat bestand formal seit seiner Gründung am 17. Juli 1968 theoretisch bis zum vermeintlichen Tod seines letzten amtierenden Vorsitzenden Izzat Ibrahim ad-Duri am 3. Dezember 2005.
Faktisch aber hatten die republikanischen Offiziere unter Kassim bereits 1958 Exekutive und Legislative in einem „Revolutionsrat“ (Rat der Nationalen Revolution) bzw. einer „Revolutionsregierung“ zusammengeschlossen. Auch bei Kassims Sturz war von dessen Nachfolger Arif sowie seinen baathistischen Partnern 1963 ein (dreiköpfiger) „Nationaler Revolutionärer Kommandorat“ (Nationalrat des Revolutionären Kommandos) in Personalunion mit dem Kabinett errichtet, beim Sturz der Baathisten von Arif am 18. November 1963 umgebildet, am 14. August 1965 aber aufgelöst und durch einen „Nationalen Verteidigungsrat“ ersetzt worden, der seine Macht zunächst (bis 1966) an einen zivilen Regierungschef (Bazzaz) abgab. Die Allmacht des 1968 folgenden baathistischen Kommandorates erlosch praktisch im April 2003 mit dem Sturz des Baath-Regimes durch die US-Invasion.

## Wechselwirkung von Partei und Staat
Der revolutionäre Kommandorat darf nicht verwechselt werden mit dem Zentralrat (bzw. der Leitung) des irakischen Regionalkommandos der Baath-Partei. Neben einem syrischen Regionalkommando hatte es seit 1952 ein irakisches Regionalkommando und beiden übergeordnet ein gesamtarabisches Nationalkommando der Baath-Partei gegeben. Das irakische Regionalkommando der Baath-Partei wurde 1977 zunächst in den RKR eingebunden, alle Mitglieder des Regionalkommandos wurden Mitglieder des Kommandorats. Der 1968 ursprünglich siebenköpfige Kommandorat (ausschließlich Militärs) wuchs dadurch auf 22 Mitglieder an und gewann damit ein stärker ziviles Image, Staat und Partei wurden miteinander verbunden.
Nach der Machtübernahme Saddam Husseins 1979 und weiteren Säuberungen 1982 gehörten ihm nur noch neun Mitglieder an (neben Vizepräsident Ramadan vor allem Verwandte Saddam Husseins), davon aber zwei Schiiten (Haddad und al-Amiri bzw. Saadun Hammadi und az-Zubaidi) sowie je ein Christ (Aziz) und Kurde (Marouf). Später wurden weitere Mitglieder in den RKR berufen (z. B. Saddam Husseins Sohn Qusai), aber auch wieder nicht RKR-Mitglieder in das Regionalkommando. Umgekehrt aber gehörten alle RKR-Mitglieder auch dem Regionalkommando an, Bakr und Hussein waren sowohl Vorsitzende des Kommandorates als auch des Regionalkommandos.

## Vorsitzende
Vorsitzender des Kommandorates war 1968–1979 Präsident Ahmad Hasan al-Bakr, sein Stellvertreter war Saddam Hussein (1969–1979 auch Vizepräsident). Unter der Präsidentschaft Husseins wurde ad-Duri 1979–2003 stellvertretender bzw. nach Husseins Gefangennahme 2003–2005 amtierender Vorsitzender des Kommandorats. Das Regionalkommando der irakischen Baath-Partei operiert seit 2003 von Syrien aus, während von Jordanien aus Saddam Husseins Tochter Raghad sowohl die Führung bzw. Nachfolge im Exil-RKR als auch im Exil-Regionalkommando anstrebt.

## Mitglieder
1. ↑  Beth K. Dougherty, Edmund A. Ghareeb, Historical Dictionary of Iraq, Appendix B